# فوبینی ۲۲۴۹۵
سیارک ۲۲۴۹۵ (به انگلیسی: 22495 Fubini، نامگذاری:1997JU3) بیست و دو هزار و چهارصد و نود و پنجمین سیارک کشف شده‌است که در ۶ مه ۱۹۹۷ کشف شد.
قدر مطلق سیارک برابر ۱۵٫۵۰ است.